# Plagiochasma muenchianum
Plagiochasma muenchianum là một loài rêu trong họ Aytoniaceae. Loài này được Stephani mô tả khoa học đầu tiên.. Danh pháp khoa học của loài này chưa được làm sáng tỏ. 